# 2011年6月日本

## 6月1日
- 自由民主黨、公明黨等在野黨已提出對首相菅直人不信任動議，預計在2日進行議決。議決是不滿菅直人處理東北大地震不力。[1]

## 6月2日
- 眾議院對菅直人的不信任動議議決，在民主黨大部份議員反對下，以152票對293否決動議。[2]

## 6月7日
- 日本國家足球隊在麒麟盃中與捷克打成0-0後，三場賽事均以0-0打和，日本、捷克及秘魯成為總冠軍。 [3]

## 6月13日
- 民主黨經開會相討後，決定暫停小澤一郎以及田中真紀子等8人三個月黨籍，原因是他們未出席對菅直人的不信任動議議決。 朝日新聞

## 6月21日
- 日本與美國方面發表共同聲明，表示普天間基地的遷移最遲期限為2014年。 [4]